# Amaurornis moluccana
La gallinella di Wallace o rallo acquaiolo codarossiccia (Amaurornis moluccana (Wallace, 1865)) è un uccello della famiglia dei Rallidi originario delle regioni comprese tra le Piccole Isole della Sonda e l'Australia.

## Tassonomia
Attualmente vengono riconosciute quattro sottospecie di gallinella di Wallace:
- A. m. moluccana (Wallace, 1865) (Sangihe, Molucche, Misool e Nuova Guinea occidentale e settentrionale);
- A. m. nigrifrons (Hartert, 1926) (arcipelago di Bismarck e Salomone occidentali);
- A. m. ultima Mayr, 1949 (Salomone orientali);
- A. m. ruficrissa (Gould, 1869) (Nuova Guinea meridionale e orientale e Australia settentrionale e nord-orientale).

## Descrizione
La gallinella di Wallace misura 22–26 cm di lunghezza; il peso varia dai 129 ai 208 g nei maschi e dai 175 ai 180 g nelle femmine. Nella sottospecie A. m. ruficrissa, gli adulti hanno la sommità della testa e la parte superiore della schiena di colore bruno-oliva. La groppa e le sopracaudali assumono spesso una tonalità più marrone. Le penne rettrici sono ugualmente bruno-oliva, ma le filettature interne sono più scure. La maggior parte delle copritrici presenta la stessa colorazione del dorso, ma le secondarie, l'alula e le primarie presentano i bordi marrone scuro. Le remiganti sono scure. Le ascellari sono colore oliva, diversamente dal resto del sottoala che è grigio-brunastro scuro con l'estremità chiara. La regione dietro le orecchie è bruno-oliva, mentre le orecchie sono grigie. Il mento e la parte alta della gola variano dal grigio al biancastro. La parte bassa della gola, la parte anteriore e laterale del collo, il torace e l'addome sono di colore grigio, più chiaro subito dopo la muta. I lati del petto, i fianchi e i lati dell'addome mostrano una tonalità più olivastra. Le cosce, la zona anale e le sottocaudali sono camoscio-rossastre: questa colorazione si sviluppa a metà dell'addome, ma poi diviene più camoscio-rosata. L'iride è bruno-rossastra scura. Il becco è verdastro, con la base verde chiara o giallo-oliva. All'estremità presenta una piccola macchia arancio, giallo-arancio o rossastra. Le zampe sono giallo-oliva, ma assumono talvolta una tonalità marrone. I due sessi sono identici, ma la femmina presenta una taglia leggermente inferiore.
In Australia i giovani non differiscono molto dagli adulti. Tuttavia, hanno il mento e la gola bianchi e il loro piumaggio, subito dopo la muta, è nettamente più marrone sul petto. Quando il piumaggio non è più fresco, il cappuccio, la parte posteriore del collo e le regioni superiori assumono una tinta più brunastra. L'iride è di colore marrone scuro, mentre il becco è inizialmente bruno-nerastro e sviluppa più tardi la macchia colorata all'estremità. Le zampe e i piedi sono grigio-oliva.
La sottospecie nominale A. m. moluccana differisce dalla A. m. ruficrissa per la colorazione del dorso più scura e le sopracaudali più opache e meno rossastre; è inoltre priva della macchia rossa o arancione all'estremità del becco.

### Richiamo
I due sessi emettono lo stesso richiamo territoriale, una serie di 8-12 note penetranti o delle specie di miagolii che diminuiscono progressivamente di intensità. Negli uccelli australiani, questa serie è seguita da 5 o 6 note sorde che si succedono rapidamente. Questo richiamo territoriale viene spesso emesso in duetto: ciascun partner risponde all'altro, ma certe note si sovrappongono. Dura circa 10-12 secondi ed è seguito da una breve pausa prima di venire ripreso. In Nuova Guinea, il richiamo viene emesso durante la giornata, soprattutto quando il tempo è nuvoloso, ma anche nei minuti prima del crepuscolo o addirittura durante tutta la notte. Le gallinelle sono rumorose durante tutto l'anno, ma lo sono di più durante il periodo della riproduzione. Quando si riposano, questi uccelli emettono un fischio monotono e ostinato che può durare diverse ore. Dei piccoli gridi risonanti vengono prodotti in prossimità del nido e servono senza dubbio a comunicare con i pulcini. Dei vocalizzi delicati, ma udibili da lunga distanza, vengono emessi dagli uccelli che covano all'approssimarsi di un intruso. Un chat chat chat continuo è probabilmente un richiamo d'allarme. I ralli acquaioli codarossiccia possiedono ancora una moltitudine di altri richiami e il loro repertorio sembra adattarsi a tutte le situazioni.

## Distribuzione e habitat
La gallinella di Wallace è originaria dell'Australasia. Il suo areale comprende l'arcipelago delle Molucche, la Nuova Guinea, l'arcipelago di Bismarck e le isole Salomone, nonché i litorali settentrionali e orientali dell'Australia. La sottospecie nominale A. m. moluccana popola Sangihe e Siau, le isole Talaud, l'arcipelago delle Molucche da Ambon a Tidore, il litorale nord della Nuova Guinea e alcune isole della Papuasia come Misool, Biak e Karkar. L'areale di A. m. nigrifrons comprende l'arcipelago di Bismarck e si estende a est fino a comprendere alcune delle isole Salomone, come Bougainville e la Nuova Georgia, mentre quello di A. m. ultima comprende solo alcune isole di quest'ultimo gruppo, da Malaita fino a San Cristobal e Santa Ana. A. m. ruficrissa, la sottospecie più numerosa, è diffusa nella Nuova Guinea meridionale e orientale e nell'Australia nord-orientale, dove occupa un areale discontinuo dalla Terra di Arnhem al Nuovo Galles del Sud, attraverso Capo York e il Queensland.
Le gallinelle frequentano le praterie di erbe fitte, i canneti o altre zone dominate da piante erbacee. Si trovano anche nei palmeti di Pandanus e nelle piantagioni di banane, sempre in prossimità di specchi d'acqua dolce, come fiumi, torrenti, laghi, bacini, laghi di sbarramento, lanche, stagni o fossi ai lati delle strade. Sono presenti anche in boscaglie soggette a inondazioni, prati paludosi, foreste pluviali più o meno umide e qualche volta nelle foreste e nelle zone boscose aperte, oltre che nei terreni agricoli in prossimità delle foreste. Di tanto in tanto, si stabiliscono nei pressi degli insediamenti umani, nei villaggi o nei giardini alla periferia delle città. In alcune isole dello stretto di Torres, vivono sui terreni che circondano le mangrovie. Tuttavia, con poche eccezioni, le gallinelle vivono nelle zone di fitta vegetazione dove le piante sono alte tra i 2 e i 4 metri. Sono prevalentemente uccelli di pianura, sebbene in Nuova Guinea si possano trovare fino a 1500 m di quota.

## Biologia
La gallinella di Wallace vive generalmente da sola o in gruppi familiari. È probabilmente monogama e sviluppa un comportamento territoriale durante la stagione della nidificazione.
Questo rallo è prevalentemente diurno o crepuscolare, ma è attivo anche durante la notte, periodo durante il quale emette spesso il proprio richiamo. È un uccello timido e discreto che resta nascosto nella vegetazione e si fa più spesso udire piuttosto che vedere. Tuttavia, frequenta i bordi delle strade e dei sentieri e non è difficile avvistarlo in questi luoghi la mattina presto. Si può anche osservare di tanto in tanto quando il tempo è umido e coperto. Prova un po' di riluttanza a spiccare il volo e quasi sempre preferisce correre e andarsi a rifugiare nel fitto della vegetazione. Di solito ha un portamento altero e lento, ma quando è all'erta o percepisce il minimo sospetto, adotta una postura eretta, sollevando spesso la coda e sbattendo talvolta le ali in avanti come fa la gallinella d'acqua. Si immerge regolarmente in acqua e nuota di tanto in tanto, ma cammina raramente sulla vegetazione galleggiante sebbene sia munito di grandi piedi. La gallinella di Wallace si arrampica volentieri tra i cespugli e gli arbusti. Si riposa abitualmente nella boscaglia, ma talvolta anche tra l'erba fitta. Questo uccello prende bagni di sole appollaiato su dei posatoi, con le ali parzialmente spiegate. Durante il giorno si bagna anche nei fiumi. Si immerge fino a metà coscia e mette sott'acqua la testa e le spalle; in seguito ritira la testa fuori e arruffa le penne, scrollandole.
In più occasioni, le gallinelle effettuano delle parate che comprendono numerose grida e posture. Gli uccelli che covano cercano di distogliere l'attenzione degli intrusi chiocciando ripetutamente e sbattendo con forza le ali. Adottano una postura molto rigida e cercano di dare colpi con il becco. Mano a mano che l'incubazione prosegue, divengono sempre più aggressivi, fino a passare all'attacco. Gli esemplari che hanno dei piccoli spiegano le ali e producono dei sibili, dei miagolii o dei grugniti gutturali. Battono i piedi e proiettano bruscamente le ali in avanti. In casi di pericolo imminente, certi ralli mettono in mostra una manovra diversiva, fingendo di essere feriti, al fine di permettere alla progenie di fuggire rapidamente al riparo.
Le gallinelle sono stanziali in tutto il loro areale. Tuttavia, in Australia, durante la stagione secca, si può assistere ad alcuni spostamenti locali, nel corso dei quali gli esemplari raggiungono le regioni che hanno avuto un recente afflusso di precipitazioni.

### Alimentazione
La gallinella di Wallace si nutre prevalentemente di invertebrati. Mangia lombrichi, Ortotteri, Coleotteri e farfalle (adulti e larve), ma anche rane. Si ciba anche di sostanze vegetali come semi di piante erbacee e giovani germogli. Va in cerca di cibo ai margini delle boscaglie umide, nei canneti, nelle praterie basse, sul suolo delle foreste e nelle acque poco profonde. A volte si alimenta anche mentre nuota. Spigola tra la bassa vegetazione, sondando la lettiera di foglie allo scopo di raccogliere granaglie o catturare gli insetti.

### Riproduzione
A Bacan, nell'arcipelago delle Molucche, la nidificazione ha luogo in settembre. In Nuova Guinea, a seconda della località e dell'entità delle precipitazioni, la riproduzione avviene in diversi periodi dell'anno, da febbraio a settembre. In Nuova Britannia, nell'arcipelago di Bismarck, le femmine sembrano pronte a deporre le uova in settembre. In Australia, il periodo della riproduzione va da ottobre ad aprile.
I nidi sono posti generalmente in prossimità dell'acqua, spesso tra la vegetazione arbustiva. Possono essere anche situati al limitare delle foreste o nelle zone boschive in fase di rigenerazione. Si trovano frequentemente in prossimità di un tronco, di una pianta rampicante, di un ceppo o di un palo di recinzione. Hanno una struttura sferica e sono piuttosto voluminosi. Sono costruiti prevalentemente con erba e talvolta con foglie secche. L'interno è rivestito con erba secca e ramoscelli. Alcuni materiali vegetali sono spesso aggiunti durante l'incubazione. I nidi delle gallinelle sono posti sul terreno nel mezzo di fitte erbe o tra i rami bassi di un albero del genere Lantana.
Le gallinelle allevano due covate per stagione. La prima covata comprende 6 o 7 uova, mentre la seconda non ne comprende generalmente che 4 o 5. Le uova sono ovali o ellittiche, leggermente lucenti, di colore bianco, bianco-crema o rosa-cannella. Sono ricoperte da macchie irregolari color cannella, rosso porpora o grigio-violetto concentrate generalmente sulla parte più larga del guscio. L'intera covata viene deposta entro un intervallo di 2 giorni. Entrambi i genitori covano per circa 25 giorni. Le uova non si schiudono tutte contemporaneamente. I giovani vengono nutriti e accuditi dai due parenti.
Il successo riproduttivo è piuttosto variabile. Poco più del 30% delle uova deposte giunge a schiudersi. Se il nido viene scoperto prima che la covata non sia completa, esso viene quasi sempre abbandonato. Altre cause di fallimento sono i predatori e le inondazioni. In caso di perdita di una nidiata, i genitori aspettano 2 o 3 settimane prima di dare alla luce una covata sostitutiva.